# Epimicodema mastersii
Epimicodema mastersii is een keversoort uit de familie van de loopkevers (Carabidae). De wetenschappelijke naam van de soort werd in 1871 als Helluosoma mastersii gepubliceerd door William John Macleay. In 1914 werd de soort door Thomas Gibson Sloane in het geslacht Epimicodema geplaatst.